# 公民自由

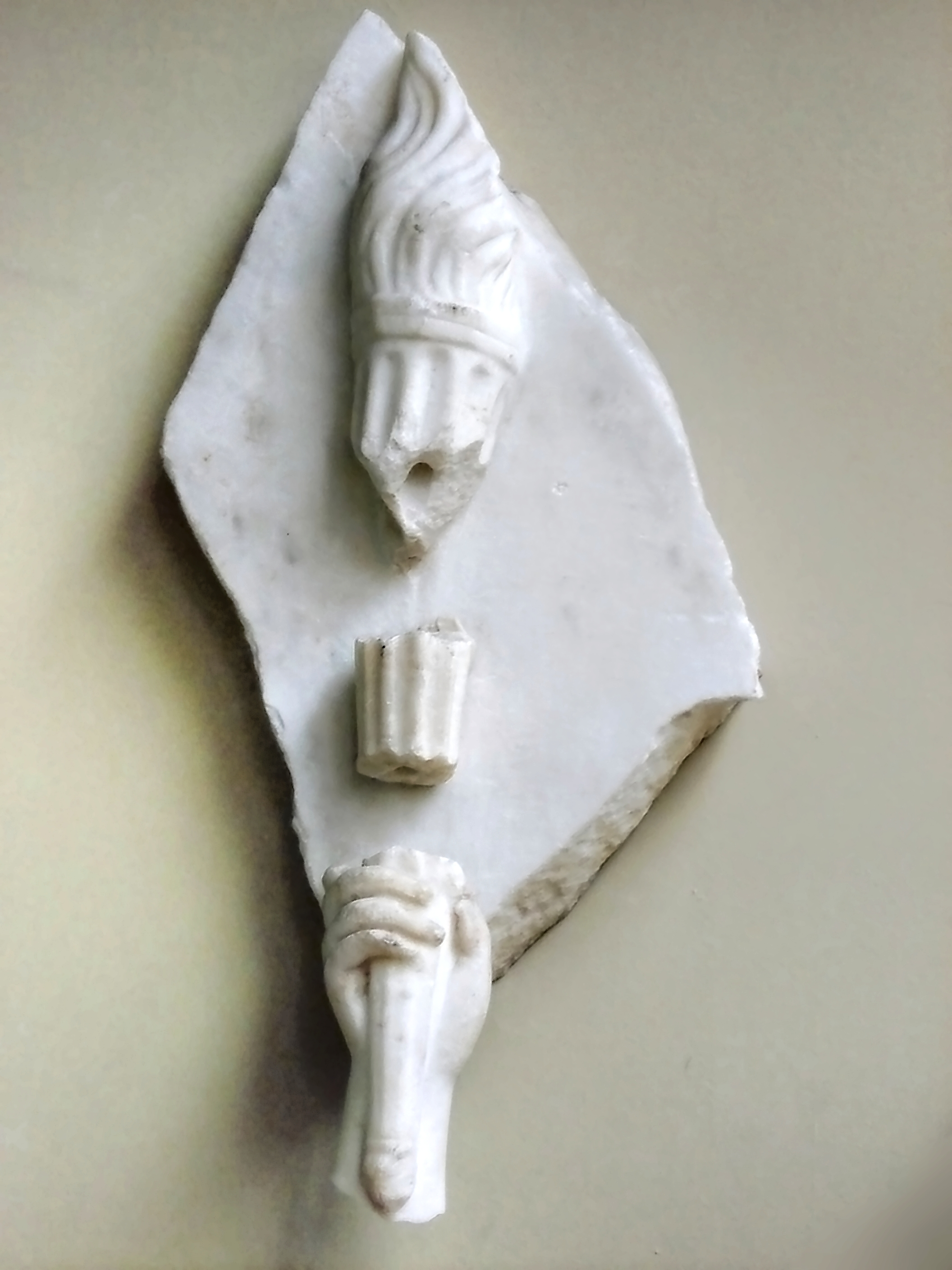
碎裂的自由。

公民自由（英語：civil liberties）是政府承诺在未经正當法律程序的情况下，无论是通过宪法、立法还是司法解释，都不得削减的保障和自由。尽管这一术语的范围在不同国家之间有所差异，但公民自由可能包括思想自由、新闻自由、宗教自由、言论自由、集会自由、安全与自由权、言论自由、隐私权、法律和正当程序下的平等待遇权、受公平审判权以及生命权。其他公民自由还包括拥有财产的权利、自卫的权利和保持身体完整的权利。在公民自由与其他类型的自由间，存在着积极自由/积极权利和消极自由/消极权利之间的区别。

## 公民自由在世界各地

### 各国宪法概况
大多數歐洲國家、包括了所有歐盟國家在內都簽訂歐洲人權公約，明列數項普世的公民自由。法國1789年的人权和公民权宣言也列下了許多公民自由的項目，並成為了共和国憲法保護的重點。加拿大憲法則包括了加拿大權利自由憲章（Canadian Charter of Rights and Freedoms）保障公民自由，包括宗教自由，但並沒有提及任何和財產保護有關的自由。雖然英國沒有明文的憲法（只有部分撰寫出來），但英國仍簽訂歐洲人權公約，英國國會通過的若干成文法律保證人權、公民自由2者。美国宪法——尤其是其權利法案則保障許多的公民自由，特別是美国宪法第一修正案、美国宪法第二修正案、美国宪法第十三修正案、美国宪法第十四修正案、美国宪法第十五修正案。美国宪法第一修正案保障公民的宗教自由、言論自由、新聞自由、出版自由等。其中近年造成社會爭議的是宪法第2修正案所保障的武器擁有权。斯诺登叛逃俄羅斯事件发生后，《华盛顿邮报》爆料称，美国不仅有“棱镜計劃”，还有另外3大秘密监视项目，而且这些项目不仅监视元数据，还秘密监视通话内容。斯诺登曝光的“棱镜”项目，源自此前从未公开的“星风”（STELLARWIND）秘密监视计划。2004年，布什政府通过一些司法程序手段，成功绕开了有关“公民隐私”等法律困境。“星风”计划被分拆成4大监视项目，除“棱镜”项目外，包括“主干道”（MAINWAY）、“码头”（MARINA）、“核子”（NUCLEON）3个秘密项目。